# Webhotel
Et webhotel er en eller flere webservere, som en virksomhed udlejer plads til websider på, så de er tilgængelige på internettet. 
Hvor et almindeligt hotel huser mennesker, så huser et webhotel altså websider.
Et webhotel består normalt af et domænenavn, et antal MB plads til filer (typisk med adgang til filerne via FTP), et antal e-mail-postkasser (f.eks. POP3 eller IMAP), forskellige muligheder for at afvikle scripts (PHP, ASP, ASP.NET, CGI) og evt. også adgang til at benytte en database (f.eks. MySQL). På et webhotel bliver de enkelte servere ofte delt af flere kunder, som dog er adskilt fra hinandens data.